# Узумакі Боруто
Боруто Узумакі (яп. うずまきボルト, Узумакі Боруто) — персонаж аніме та манґи «Боруто», якого створив Масаші Кішімото. Епонічний головний герой з вигаданого Селища Схованого у Листі. Шинобі з клану Узумакі і прямий нащадок клану Х'юга по лінії своєї матері. Член команди №7, разом з Сарадою Учіха та Міцукі, наставником якої є Конохамару Сарутобі.

## Характер та зовнішність
Зовнішньо Боруто схожий на свого батька, Наруто Узумакі, в дитинстві: у нього блакитні очі, жовте волосся і два візерунки на щоках, схожі на вуса, які передалися йому від Наруто.
На шиї намисто, схоже на те, яке колись отримав Наруто від Цунаде, але має інший дизайн.
Як і його молодий батько, він неслухняна і видатна особистість.. Більшість часу Боруто відчував самотність і злість на батька через те, що він як сьомий Хокаге, проводить більшість часу на роботі.
Він із ентузіазмом грає у карткову гру «Geki Shinobu Emaki (широко відома як Gemaki)», яка зображає відомих ніндзя. Боруто витрачає більшу частину грошей з місій на набір Гемакі, але витягує лише картки із персоною свого батька, які є найрідкіснішими.Проте він не радіє цьому, а навпаки, впадає у відчай, тому що в нього вже є багато карток з Наруто.
Мрія Боруто — отримати картку Саске, який є його вчителем і захисником селища.
Крім того, він любить грати в мобільні ігри зі своїми друзями («Shinobi Bout)», а також захоплюється бойовиком «Кагемаса».